# Eclissi solare del 23 ottobre 2014
L'eclissi solare del 23 ottobre 2014 è stato un evento astronomico avvenuto dalle ore 19:37 UTC alle 23:51 UTC.
È stato visibile da quasi tutta l'America del Nord.
L'eclissi maggiore è stata visibile alle coordinate 71.2N 97.2W, nell'arcipelago artico canadese, vicino alle isole Dixon e Tasmania, alle ore 21:45 UTC.

## Simulazione zona d'ombra

Ombra generata dall'eclissi.